# Archidendron oblongum
Archidendron oblongum är en ärtväxtart som först beskrevs av William Botting Hemsley, och fick sitt nu gällande namn av De Wit. Archidendron oblongum ingår i släktet Archidendron och familjen ärtväxter. Inga underarter finns listade i Catalogue of Life.